# 내 친구 해치
《내 친구 해치》는 동우에이앤이와 SBS가 제작한 대한민국의 텔레비전 애니메이션이다. 서울특별시의 마스코트인 해치의 홍보를 위해 서울특별시로부터 지원을 받아 제작되었다. 2010년 7월 18일부터 SBS에서 방영되었다.

## 방송 시간
| 방송 채널 | 방송일                            | 방송 시간                          | 비고   |
| --------- | --------------------------------- | ---------------------------------- | ------ |
| SBS       | 2010년 7월 18일                   | 일요일 오전 6시 35분 ~ 7시 25분    | 본방송 |
| SBS       | 2010년 7월 25일 ~ 2010년 8월 8일  | 일요일 오전 7시 ~ 7시 25분         | 본방송 |
| SBS       | 2010년 8월 22일 ~ 2011년 1월 30일 | 일요일 오전 6시 55분 ~ 7시 25분    | 본방송 |
| SBS       | 2010년 7월 22일 ~ 2011년 2월 10일 | 목요일 오후 4시 ~ 4시 30분         | 재방송 |
| SBS       | 2011년 4월 4일 ~ 2011년 7월 12일  | 월요일, 화요일 오후 4시 ~ 4시 30분 | 재방송 |

## 등장 인물
- 해치 : 남도형
- 서새봄 : 우정신
- 서여름 : 이미자
- 청해치 : 유해무
- 삐치 :
- 서돌이(새봄이의 아빠) / 조맹구 / 마태풍 집사 : 정재헌
- 임경애(새봄이의 엄마) / 맹구 사촌누나 / 부반장 : 오인실
- 병팔이 : 이소영
- 선생님 : 박영재
- 마태풍 : 신용우
- 맹구 아빠 : 심승한
- 초코칩 / 철이 : 장민혁
- 박버들 : 박희은

## 제작진
- 기획 · 제작 : SBS, SBS 콘텐츠허브, 동우애니메이션
- 기획 프로듀서 : 김하정
- 프로듀서 : 권영숙, 김대중
- 제작 지휘 : 김영두
- 제작 총괄 : 하혜란
- 총감독 : 팽유원
- 구성 · 연출 : 김용찬
- 시나리오 : 박지연
- 보조작가 : 강나루, 민소영
- 조연출 : 유한경
- 콘티 : 박소영 외
- 라인 프로듀서 : 이세은
- 캐릭터 디자인 : 이상희, 김종숙
- 배경 디자인 : 전두환, 김준호
- 소품 디자인 : 정성훈
- 미술 감독 : 최순철
- 색채 설계 : 이선호
- 연출 감독 : 김석우
- 레이아웃 : 이창, 김신권, 김석우
- 원화 : 이창, 김신권
- 원화 작감 : 이상희, 김미경
- 동화 : 김귀영, 이혜성, 박상희, 홍윤희, 최지영, 옥상희, 선성희, 김영미, 김옥주, 이미옥, 이나금, 최영희, 김정혜, 정재윤, 박명준, 김현우, 박현지, 김은선, 이수연, 김정희, 이효신, 윤미경, 김지은, 장인화, 이정은, 최은미, 이진홍, 정영미, 김선혜
- 파이널 : 허예원
- 배경 : 최보열, 박관식, 김태현, 이주희, 정예진, 임해진, 강남우, 이애경, 박규진, 장정은, 이윤숙, 유미라, 박길녀
- 스캔 : 유민용, 전미옥, 박정세
- 컬러 : 최수인, 김영란, 오승희, 김혜경, 김희정, 김희진, 여명희, 이정화, 김정혜, 고은희
- 촬영 : 김강옥, 최은주, 양주희, 양수정, 심철호
- 편집 : 윤철희
- 제작 관리 : 이정재, 박만균, 박신혜
- 사운드 총괄 : 프로웍스
- 녹음 : 이환우, 조현진
- 사운드 효과 : 전재훈
- 믹싱 : 박지원, 이환우
- 녹음 연출 : 박지원
- 배경 음악 : 유재광(해피뉴이어)
- 음악 : 유재광, 김대중
- 진행 : 임영희
- 종합 편집 : 한경필
- 종합 편집 CG : 하보영
- 제작 지원 : 서울특별시청, 서울애니메이션센터

## 줄거리
어느 날, 서울 한복판에 해치가 떨어진다. 자신이 누구인지, 여기가 어딘인자 아무것도 모르는 아기와 같은 상태의 해치. 해치는 운명이 이끄는 대로 경복궁으로 향하게 된다. 거기서 마물을 물리치고, 새봄이네 집으로 가게 된 해치는, 새봄이네 가족과 만나게 된다.

## 에피소드
| 회차 | 방송일    | 부제                      |
| ---- | --------- | ------------------------- |
| 특집 | 7월 18일  | 메이킹 필름               |
| 1화  | 7월 25일  | 해치의 탄생               |
| 2화  | 8월 1일   | 관찰일기                  |
| 3화  | 8월 8일   | 우리는 한 가족            |
| 4화  | 8월 22일  | 삐치는 삐치니까           |
| 5화  | 8월 29일  | 남매는 용감했다           |
| 6화  | 9월 5일   | 두근두근 해치 TV에 나가요 |
| 7화  | 9월 12일  | 해치가 뿔났다             |
| 8화  | 9월 19일  | 해치 불의 마물을 잡아라   |
| 9화  | 10월 3일  | 해치의 지옥훈련           |
| 10화 | 10월 10일 | 해치의 지옥훈련           |
| 11화 | 10월 17일 | 수영장 대소동             |
| 12화 | 10월 24일 | 명탐정 서여름             |
| 13화 | 10월 31일 | 파란 눈의 제자            |
| 14화 | 11월 7일  | 이상한 서울의 해치        |
| 15화 | 11월 14일 | 시험은 힘들어             |
| 16화 | 11월 21일 | 지진을 막아라             |
| 17화 | 11월 28일 | 야영은 무서워             |
| 18화 | 12월 5일  | 난 꿈이 있어요            |
| 19화 | 12월 12일 | 맹구 바이러스             |
| 20화 | 12월 19일 | 웃음을 잃은 사람들        |
| 21화 | 12월 26일 | 해치가 진짜 해치야        |

### 2011년
| 회차 | 방송일   | 부제                |
| ---- | -------- | ------------------- |
| 22화 | 1월 2일  | 괴물 잡는 해치      |
| 23화 | 1월 9일  | 어둠 속에 묻힌 도시 |
| 24화 | 1월 16일 | 어둠 마물의 부활    |
| 25화 | 1월 23일 | 안녕 청해치         |
| 26화 | 1월 30일 | 우리 친구 해치      |

## 사운드 트랙

### 트랙 리스트
| #  | 제목                    | 작사·작곡 | 가수     | 재생 시간 |
| -- | ----------------------- | --------- | -------- | --------- |
| 1. | 〈해치 (Full Ver.)〉    | 이재명    | 소녀시대 | 3:26      |
| 2. | 〈해치 (Opening Ver.)〉 | 이재명    | 소녀시대 | 1:42      |
| 3. | 〈해치 (Ending Ver.)〉  | 이재명    | 소녀시대 | 1:36      |